# Тейо
Тейо́ (фр. Teillots) — коммуна во Франции, находится в регионе Аквитания. Департамент — Дордонь. Входит в состав кантона От-Перигор-Нуар. Округ коммуны — Перигё.
Код INSEE коммуны — 24545.

## География
Коммуна расположена приблизительно в 410 км к югу от Парижа, в 150 км восточнее Бордо, в 45 км к востоку от Перигё.
На юго-западе коммуны протекает река Лурд, а на севере — река Далон.

### Климат
Климат умеренный океанический со средним уровнем осадков, которые выпадают преимущественно зимой. Лето здесь долгое и тёплое, однако также довольно влажное, здесь не бывает регулярных периодов летней засухи. Средняя температура января — 5 °C, июля — 18 °C. Изредка вследствие стечения неблагоприятных погодных условий может наблюдаться непродолжительная засуха или случаются поздние заморозки. Климат меняется очень часто, как в течение сезона, так и год от года.

## Население
Население коммуны на 2010 год составляло 117 человек.
| 1962 | 1968 | 1975 | 1982 | 1990 | 1999 | 2010 |
| ---- | ---- | ---- | ---- | ---- | ---- | ---- |
| 191  | 152  | 132  | 131  | 123  | 137  | 117  |

## Администрация
| Период | Период | Фамилия      | Партия                  | Примечания                         |
| ------ | ------ | ------------ | ----------------------- | ---------------------------------- |
| 2001   | 2008   | Жан Дора     |                         |                                    |
| 2008   | 2020   | Мишель Лапуж | Социалистическая партия | помощник по административной части |

## Экономика
В 2010 году среди 68 человек трудоспособного возраста (15-64 лет) 44 были экономически активными, 24 — неактивными (показатель активности — 64,7 %, в 1999 году было 75,9 %). Из 44 активных жителей работали 35 человек (16 мужчин и 19 женщин), безработных было 9 (2 мужчин и 7 женщин). Среди 24 неактивных 3 человека были учениками или студентами, 12 — пенсионерами, 9 были неактивными по другим причинам.

## Достопримечательности
- Церковь Рождества Пресвятой Богородицы (XIX век)